# Baldo Prokurica
Baldo Petar Prokurica Prokurica (Vallenar, 2 de julio de 1958) es un abogado, académico y político chileno de origen croata, militante de Renovación Nacional (RN). Desde diciembre de 2020 hasta marzo de 2022 ejerció como ministro de Defensa Nacional en el segundo gobierno del presidente Sebastián Piñera.
Anteriormente se desempeñó como diputado de la República en representación del antiguo distrito n.º 6 durante tres periodos consecutivos, desde 1990 hasta 2002; senador de la República en representación de la Región de Atacama durante dos periodos consecutivos, desde 2002 hasta 2018; y ministro de Minería de Piñera (2018-2020).

## Biografía
Nació el 2 de julio de 1958, en Vallenar, hijo de los inmigrantes croatas Juan Prokurica Arkulin y Kate Prokurica Pusic.
Es casado, con la periodista Ana María de Lourdes de las Heras de Pablo, con quien es padre de dos hijos; Juan Andrés y Francisco.
Sus estudios primarios los realizó en el Colegio San Francisco de Vallenar y en el Seminario Conciliar La Serena, entre 1965 y 1971. Los secundarios los hizo en el Seminario Conciliar de La Serena y en la Scuola Italiana en Santiago, entre 1972 y 1975. Sus estudios superiores los realizó en la Facultad de Derecho de la Pontificia Universidad Católica de Chile (PUC), a la que ingresó en 1976 y donde obtuvo el grado de licenciado en ciencias jurídicas y sociales, con la tesis: Avances de la penología. Juró como abogado el 28 de marzo de 1988.
Se desempeñó como procurador de la Dirección del Trabajo por un año. Además, se dedicó a la agricultura e integró la Comisión de Financiamiento para la construcción del Embalse El Toro.
Entre 2003 y 2005 fue profesor visitante en la Universidad de Atacama de Copiapó, una de las más importantes del norte de Chile. Esta se encuentra situada justamente en la región de Atacama, lugar que Prokurica representó en el Congreso Nacional.

## Carrera política
Inició sus actividades políticas como delegado de la Facultad de Derecho ante la Federación de Estudiantes de la Universidad Católica de Chile (FEUC), cargo que ejerció por tres años. 

### Cargos durante la dictadura militar
En 1988 fue designado por Augusto Pinochet como gobernador de la Provincia de Huasco. Se desempeñó también como intendente subrogante de la Región de Atacama y jefe del Departamento de Fiscalización de Renovación Nacional, partido al que ingreso en 1987 y asumió la vicepresidencia de la colectividad en Vallenar.

### Diputado
En 1989, fue elegido diputado por el distrito N.° 6 –correspondiente a las comunas de Alto del Carmen, Caldera, Freirina, Huasco Tierra Amarilla, y Vallenar, en la Región de Atacama– para el periodo legislativo 1990 a 1994. Integró las comisiones permanentes de Defensa Nacional, y de Régimen Interno, Administración y Reglamento. Participó en las comisiones investigadoras de Televisión Nacional de Chile (TVN), de la de Sede del Congreso Nacional, y de Servicios de Inteligencia.
En diciembre de 1993, fue reelecto diputado por el mismo distrito por el periodo legislativo 1994-1998. Integró las comisiones permanentes de Defensa Nacional, y de Minería y Energía; la Comisión Especial de Turismo; y la Comisión Investigadora de la Corporación del Cobre (CODELCO-Chile). Fue subjefe y jefe de la Bancada de diputados de RN. En 1996, fue premiado por la Sociedad Nacional de Minería (SONAMI), como el mejor parlamentario.
En diciembre de 1997, obtuvo su reelección por un tercer mandato, para el periodo legislativo 1998-2002. Integró las comisiones permanentes de Defensa Nacional, de Minería y Energía, de Régimen Interno, Administración y Reglamento, y de Economía, Fomento y Reconstrucción. Participó en las comisiones especiales del Cuerpo de Bomberos de Chile y que establece beneficios para los discapacitados. Trabajó en las comisiones investigadoras de indemnizaciones millonarias canceladas a funcionarios del Estado, constituida mediante un proyecto de acuerdo de su iniciativa, y que culminó con acciones judiciales en contra de los inculpados y petición de un ministro en visita para juzgarlos.
En abril de 1999, asumió como jefe de la Bancada de diputados de RN.

### Senador

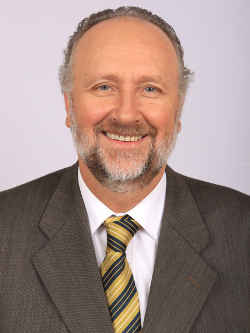
Fotografía oficial como senador (2010).

En diciembre de 2001, fue elegido senador por la Tercera Circunscripción Senatorial correspondiente a la Región de Atacama, para el periodo 2002-2010. Integró las comisiones permanentes de Defensa Nacional, de Transportes y Telecomunicaciones, de Ética, y de Régimen Interior. Presidió las comisiones permanentes de Vivienda y Urbanismo, y de Minería y Energía. En marzo de 2003, asumió como jefe de la Bancada de los Senadores de RN y, entre 2006 y 2008, fue vicepresidente de su colectividad. En marzo de 2008, asumió como vicepresidente del Senado.
En diciembre de 2009, obtuvo su reelección por la misma circunscripción, para el periodo 2010-2018. Es integrante de las comisiones de Defensa Nacional; y de Minería y Energía. En 2014 pasó a ser integrante las comisiones permanentes de Régimen Interior; de Minería y Energía; y de Defensa Nacional, la que presidió entre el 1 de abril de 2014 hasta el 17 de marzo de 2015. En 2015 integra la Comisión Permanente de Defensa Nacional; y Especial Mixta de Presupuestos.
Al 30 de marzo de 2017, formaba parte de la comisión política de RN, en calidad de primer vicepresidente.
Durante 2016 anunció que no buscaría la reelección en las elecciones parlamentarias de 2017, apoyando en su lugar la candidatura de Rafael Prohens, quien resultó elegido por la nueva Circunscripción IV.

### Ministro de Estado

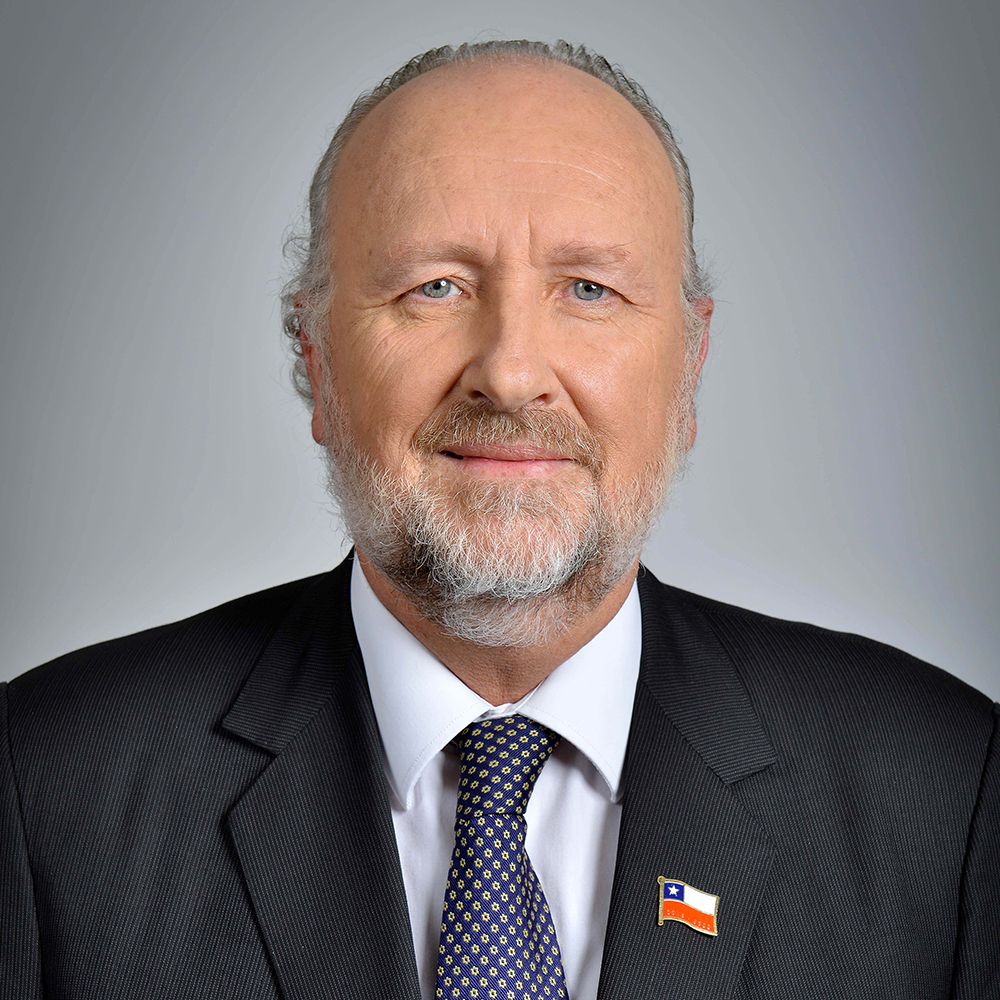
Fotografía oficial como ministro (2018).

En enero de 2018 fue designado por el presidente electo Sebastián Piñera como ministro de Minería de su futuro gobierno, asumiendo dicho cargo el 11 de marzo de ese año.
El 18 de diciembre de 2020 fue reasignado por Piñera como ministro de Defensa Nacional, tras la renuncia de Mario Desbordes, siendo reemplazado en la cartera de Minería por Juan Carlos Jobet.

## Historial electoral

### Elecciones parlamentarias de 1989
- Elecciones parlamentarias de 1989, candidato a diputado por el distrito 6, Vallenar,Freirina, Alto del Carmen y Tierra Amarilla[5]

### Elecciones parlamentarias de 1993
- Elecciones parlamentarias de 1993, candidato a diputado por el distrito 6, Vallenar,Freirina, Alto del Carmen y Tierra Amarilla[6]

### Elecciones parlamentarias de 1997
- Elecciones parlamentarias de 1997, candidato a diputado por el distrito 6, Vallenar, Freirina, Alto del Carmen y Tierra Amarilla [7]

### Elecciones parlamentarias de 2001
- Elecciones parlamentarias de 2001, candidato a senador por la Circunscripción 3, Región de Atacama [8]

### Elecciones parlamentarias de 2009
- Elecciones parlamentarias de 2009, candidato a senador por la Circunscripción 3, Región de Atacama[9]